# Thiesi
Thiesi (topónimo oficial en lengua sarda) es una localidad italiana de la provincia de Sácer, región de Cerdeña,  con 3030 habitantes.

## Evolución demográfica
| Gráfica de evolución demográfica de Thiesi entre 1861 y 2001 |
|                                                              |
| Fuente ISTAT - elaboración gráfica de Wikipedia              |